# Calyptorhynchus baudinii
Calyptorhynchus baudinii là một loài chim trong họ Cacatuidae.